# Kendrick Sanders
Kendrick Sanders (ur. 18 sierpnia 1990) – amerykański zapaśnik w stylu klasycznym. Srebrny medal na mistrzostwach panamerykańskich w 2011 roku. Zawodnik Northern Michigan University i Purdue University.